# Небраска
Небраска (енгл. Nebraska), држава је САД смештена у области Великих равница и америчког Средњег запада. Главни град је Линколн, а највећи је Омаха. Држава је постала 1867. године. Небраска се према северу граничи са Јужном Дакотом, према истоку са Ајовом и Мисуријем, према југу са Канзасом и према западу са Колорадом и Вајомингом.
Небраску карактеришу велике варијације између зимских и летњим температура, и снажне олује и торнада. За Небраску су карактеристичне прерије на којима нема дрвећа, што погодује развоју сточарства. Претежно је рурална држава.
Небраска је једина америчка држава са једнодомном скупштином, позната по надимку Једнодомка (енгл. The Unicameral), која је заправо бивши Сенат ове државе. Са укидањем доњег представничког дома у овој држави су истовремено забрањене све политичке странке, па су тако и демократе и републиканци организовани као неформални посланички клубови. 
Највећи број становника је немачког порекла а поред њих има и највећи број људи чешког порекла по становнику.

## Демографија
| 1900.     | 1910.     | 1920.     | 1930.     | 1940.     | 1950.     | 1960.     | 1970.     | 1980.     | 1990.     | 2000.     | 2010.     |
| --------- | --------- | --------- | --------- | --------- | --------- | --------- | --------- | --------- | --------- | --------- | --------- |
| 1.066.300 | 1.192.214 | 1.296.372 | 1.377.963 | 1.315.834 | 1.325.510 | 1.411.330 | 1.483.493 | 1.569.825 | 1.578.385 | 1.711.263 | 1.826.341 |